# بطولة العالم لسباق الدراجات على الطريق 1927
بطولة العالم لسباق الدراجات على الطريق 1927 هي الدورة ال7 من بطولة العالم لسباق الدراجات على الطريق، أجريت في حلبة نوربورغرينغ، ألمانيا.

## النتائج النهائية
| المسابقة            | ذهبية                   | فضية                          | برونزية                       |
| ------------------- | ----------------------- | ----------------------------- | ----------------------------- |
| الرجال              |                         |                               |                               |
| سباق الطريق المداري | ألفريدو بيندا (إيطاليا) | كوستانتي جيراردينجو (إيطاليا) | Domenico Piemontesi (إيطاليا) |